# آرثر آيشنغرون
آرثر آيشنغرون (بالألمانية: Arthur Eichengrün)‏ (Arthur Eichengrün) هو عالم كيمياء ألماني يهودي الأصل.